# Пещера чудес (ЮАР)
Пещера чудес (англ. Wonder Cave) — геологическое образование, являющееся одним из памятников Всемирного наследия. Находится на территории охраняемой территории Кромдраай в провинции Гаутенг, ЮАР. Это третья по величине пещера в стране, геологический возраст которой составляет около 1,5 млн лет. Площадь единственной камеры пещеры составляет 46 000 квадратных метров, длина 125 метров и ширина 154 метра.
Пещера была обнаружена в конце XIX века шахтёрами, которые при помощи динамита добывали известняк для производства цемента. Добыча известняка была остановлена во время Второй англо-бурской войны и в дальнейшем не возобновлялась.
В пещере имеется 14 сталактитовых и сталагмитовых образований высотой до 15 метров, 85 % которых продолжают расти и в настоящее время. Пещера глубиной 60 метров доступна для посетителей, которые могут попасть в неё при помощи лифта. Пещера расположена на территории Заповедника носорогов и львов (Rhino and Lion Nature Reserve) на территории области «Колыбель человечества», объявленной памятником Всемирного наследия.